# Moșnița Nouă
Moșnița Nouă là một xã thuộc hạt Timiș, România. Dân số thời điểm năm 2002 là 4313 người.